# Kurpark Oberlaa
 (novembre 2020).
Si vous disposez d'ouvrages ou d'articles de référence ou si vous connaissez des sites web de qualité traitant du thème abordé ici, merci de compléter l'article en donnant les références utiles à sa vérifiabilité et en les liant à la section « Notes et références ».
Le Kurpark Oberlaa est un parc du quartier viennois de Favoriten, situé sur le versant sud-est du Laaer Berg près d'Oberlaa. Sa superficie est de 60 hectares.

## Histoire

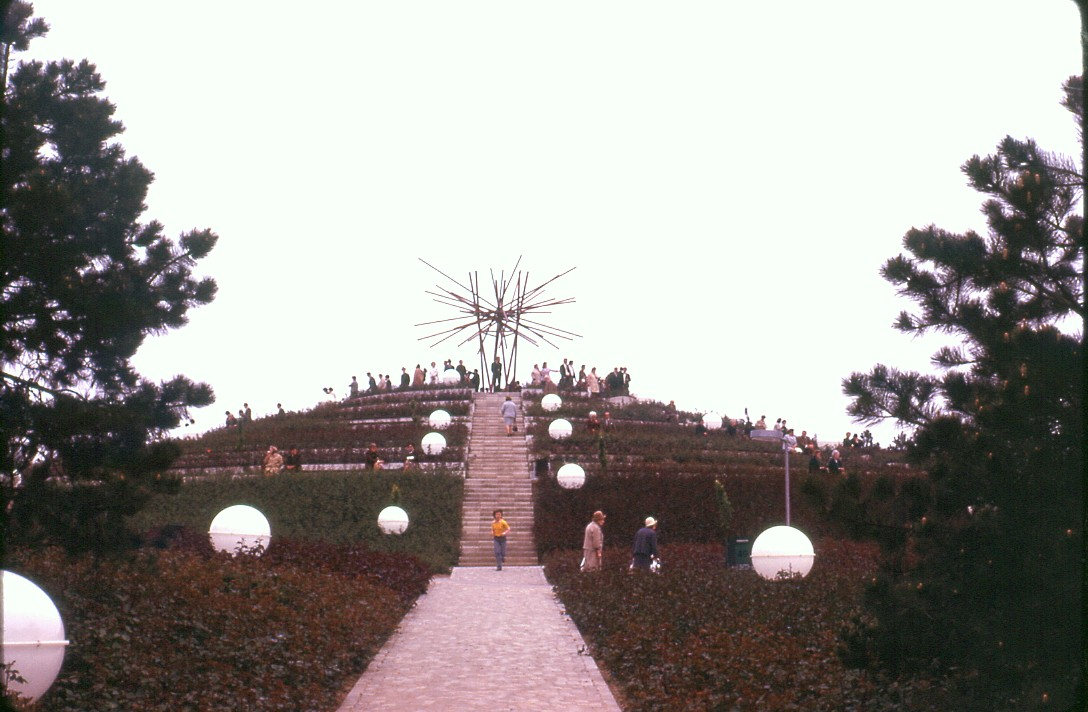
1974, année d'ouverture, pour le Show International des Jardins de Vienne 74

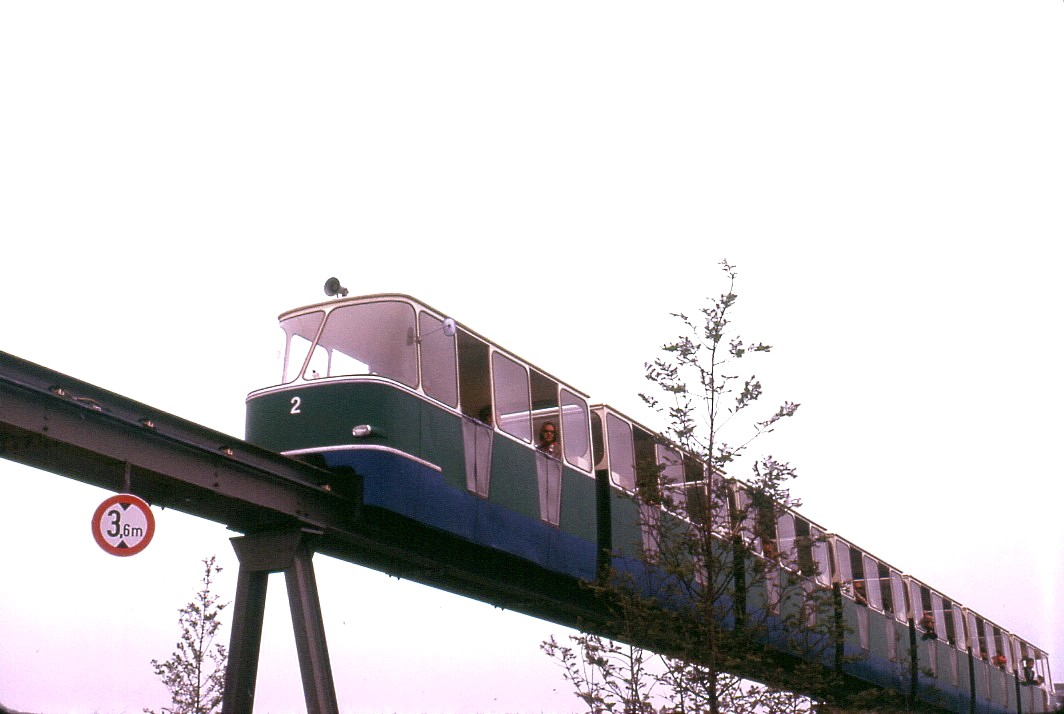
Monorail de 1974

Après le grand succès du «Vienna International Garden Show 1964» dans le parc du Danube à Vienne, la mairie de Vienne souhaitait qu'une autre exposition internationale de jardins se tienne à Vienne. L'ancienne zone de fabrication de briques sur le versant sud-est de la colline du Laaer Berg, qui avait également servi de lieu de tournage à des films monumentaux de l'époque du cinéma muet, a été complétée par l'achat de jardins et de vignes. C'était l'emplacement idéal pour le projet et la construction associée d'un grand espace vert. Après un concours international, que le paysagiste de Francfort Erich Hanke a remporté en 1969, des groupes de travail d'architectes paysagistes de différents pays ont été formés. Les meilleurs dessins de tous les projets ont été combinés dans la planification et la mise en œuvre.
Le "Vienna International Garden Show 1974" a reçu 2,6 millions de visiteurs. La réponse de la presse a été en partie extrêmement critique. Des architectes bien connus tels que Gustav Peichl et Roland Rainer auraient préféré verdir le centre-ville, Rainer voulait un simple terrain de football . Un monorail circulant dans le parc s'est avéré être un mauvais investissement et a dû être démantelé au bout de quelques années, un parc d'attractions attenant s'est révélé déficitaire dès le départ. Comme dans le cas du parc du Danube, le reste du mobilier du parc s'est avéré d'une viabilité limitée. Cela a notamment affecté le "Jardin utopique".
À la fin de 1974, la zone du Salon du jardin a finalement été transformée en parc public, très populaire. Cependant, Vienne n'a accueilli aucune autre exposition internationale de jardins et la tendance des années suivantes a eu tendance à s'éloigner du spectacle vert intensif en entretien (et en coûts) pour se tourner vers la conception naturelle, comme dans la zone de loisirs de Wienerberg.

## Domaines thématiques

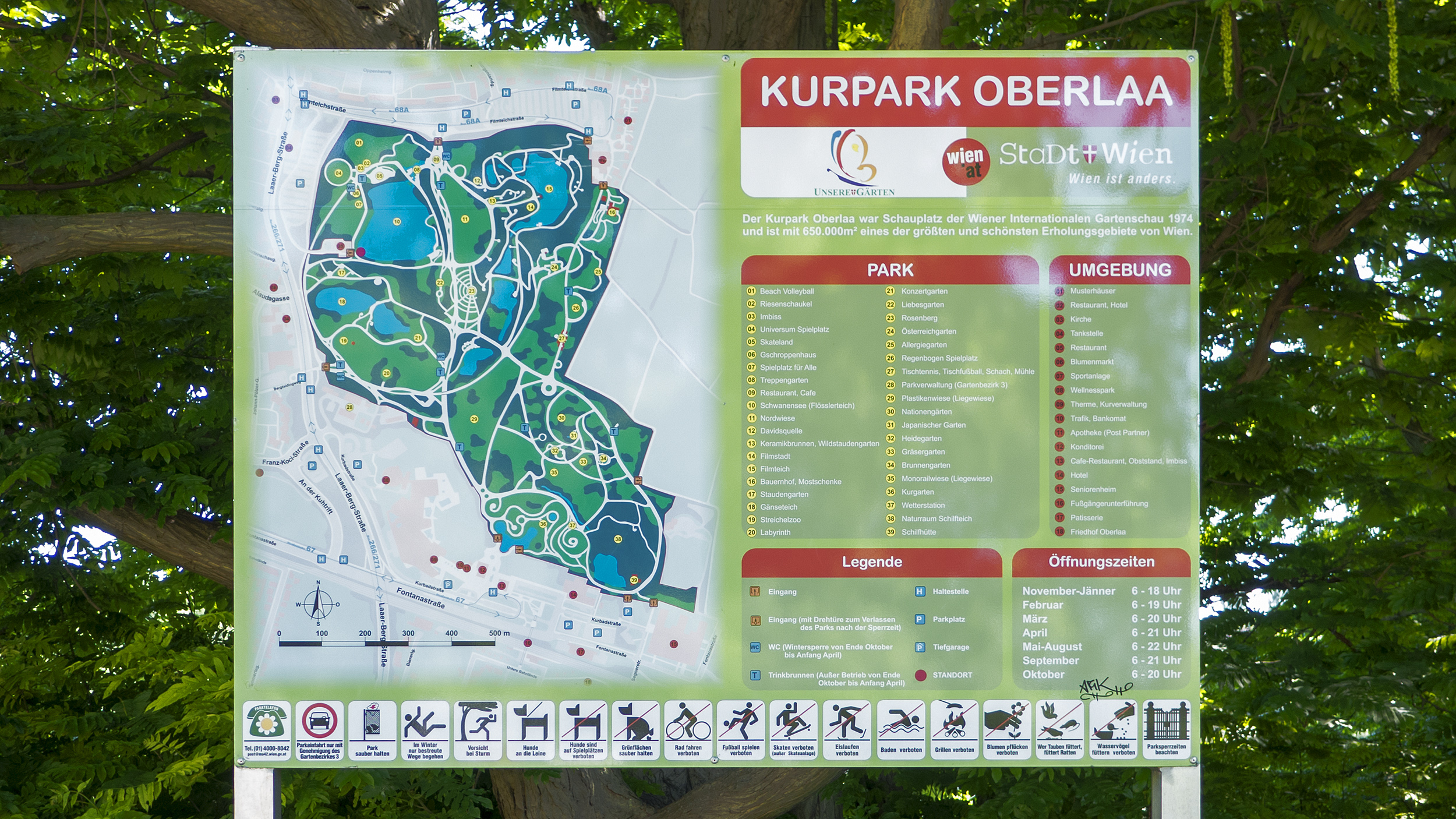
Plan du parc

Le Kurpark Oberlaa est divisé en différents espaces thématiques afin d'offrir aux visiteurs différentes espaces de détente.

### Jardin des allergies
Sur un «Mile d'information sur les allergies », on peut voir les différents temps de vol du pollen, les zones de distribution et d'autres informations botaniques devant les plantes respectives.

### Jardin de fontaines baroque
Ce jardin de fontaines est en fait l'ancien "Jardin des Nations allemandes", il a été réactivé en 2001/2002 et équipé de nombreuses fontaines en partie historiques, d'un ruisseau, de massifs d'arbustes et de quelques sièges.

### Labyrinthe de fleurs
Le grand labyrinthe de fleurs a été aménagé en 2004. Il a été calqué sur celui du Château de Hellbrunn, mais n'offre qu'une seule sortie et ne permet aucune option de prise de décision. Des installations similaires existent à Vienne, par exemple un labyrinthe dans le parc du château de Schönbrunn et le labyrinthe des papillons dans le florarium.

### Cité du cinéma
Des films muets bien connus du studio de cinéma Sascha-Filmindustrie ont été tournés dans la ville du cinéma dans les années 1920, y compris le film monumental Sodome et Gomorrhe et L'Esclave reine. Chaque année en été, ces productions sont projetées dans un cinéma en plein air du Kurpark.

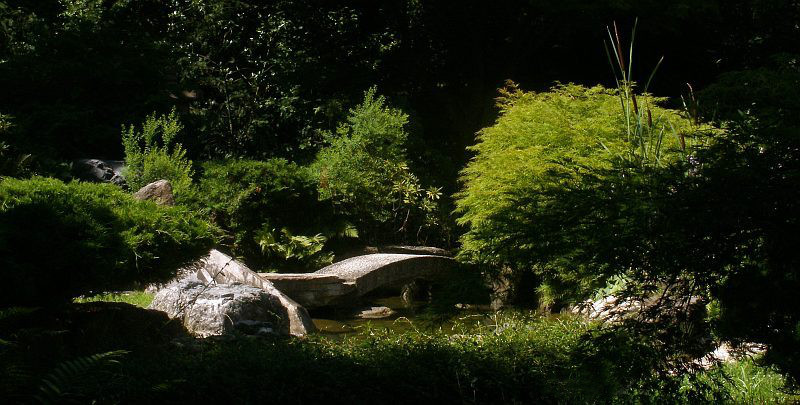
Pont de pierre dans le parc Takasaki

### Jardin japonais
Le parc Takasaki était la contribution nationale japonaise au Salon des Jardins de 1974. Il a été décoré selon les plans de l'architecte Kunsaku Nakame. Après le Salon, de nombreuses contributions nationales ont été supprimées, mais la ville de Takasaki a fait campagne pour que cette contribution soit reconstruite et dans les années 1990, elle a été reconstruite sous la direction de l'architecte Ikeda Tadashi.

### Jardin d'amour
Le jardin d'amour a également été construit à l'occasion du Salon et équipé de bancs romantiques, de balançoires et de tonnelles. Tous les métaux utilisés à l'origine ont été peints en 2001 et le jardin a été couvert de fleurs d'été exclusivement blanches, des plantes vivaces, des roses et des arbustes. De nombreux couples de mariés se font photographier ici.

### Le skateland
Un skatepark géant de 1 800 m2 a été construit à proximité de l'aire de jeux pour enfants, du terrain de beach-volley et de la balançoire géante. À l'origine, pendant le Salon 1974 et dans les années suivantes, cette zone était appelé "terrain de jeu de la lune".

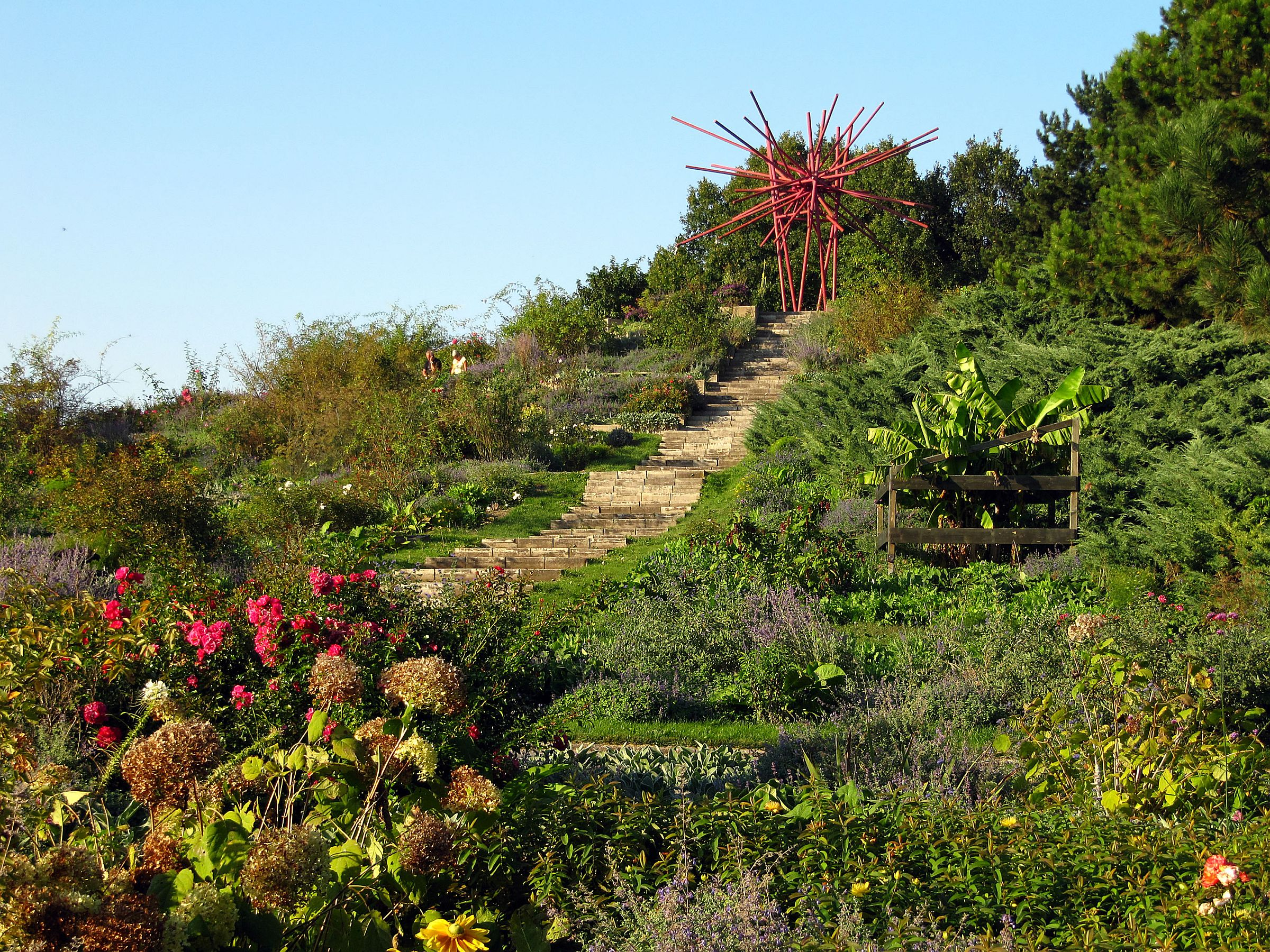
Sculpture à Rosenberg en 2011

### Jardin vivace
Le jardin vivace a été construit pour la première fois à l'occasion du Salon 1974 et rénové en 2000. On y trouve maintenant plus de 11500 plantes vivaces de 90 genres différents.

### Aire de jeux
L'aire de jeux spacieuse a été ouverte en 2001 comme premier terrain de jeu sans obstacles, et pemet d'offrir aux enfants handicapés la possibilité de jouer comme tout le monde.

### Zoo pour enfants
Le zoo pour enfants de 2 000 m2 abrite des chèvres, des moutons, des oies, des poulets, des paons et de nombreux pigeons dans le pigeonnier. Même les petits enfants peuvent toucher et caresser les animaux via une clôture basse.

## Galerie

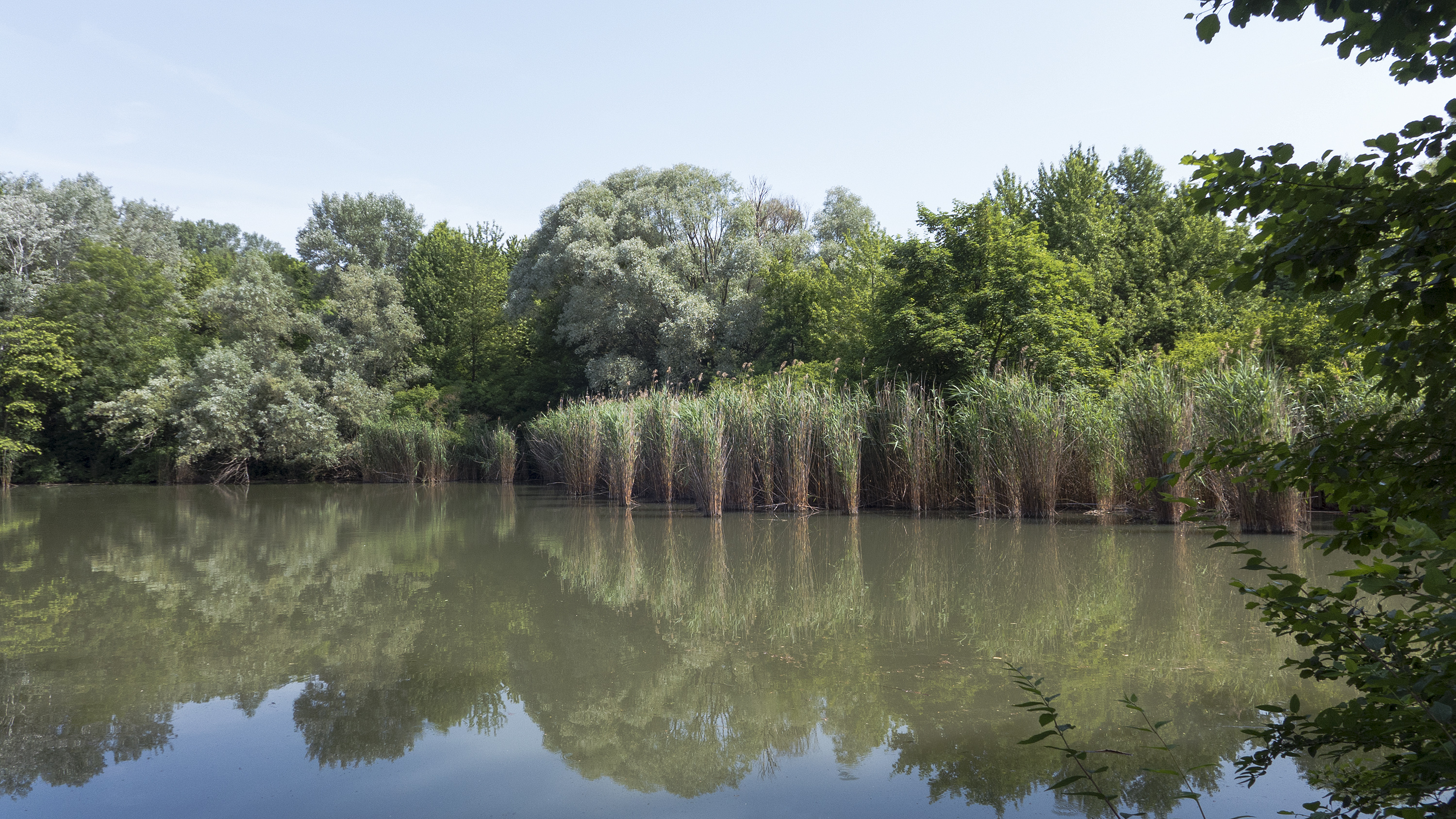
Étang de roseaux
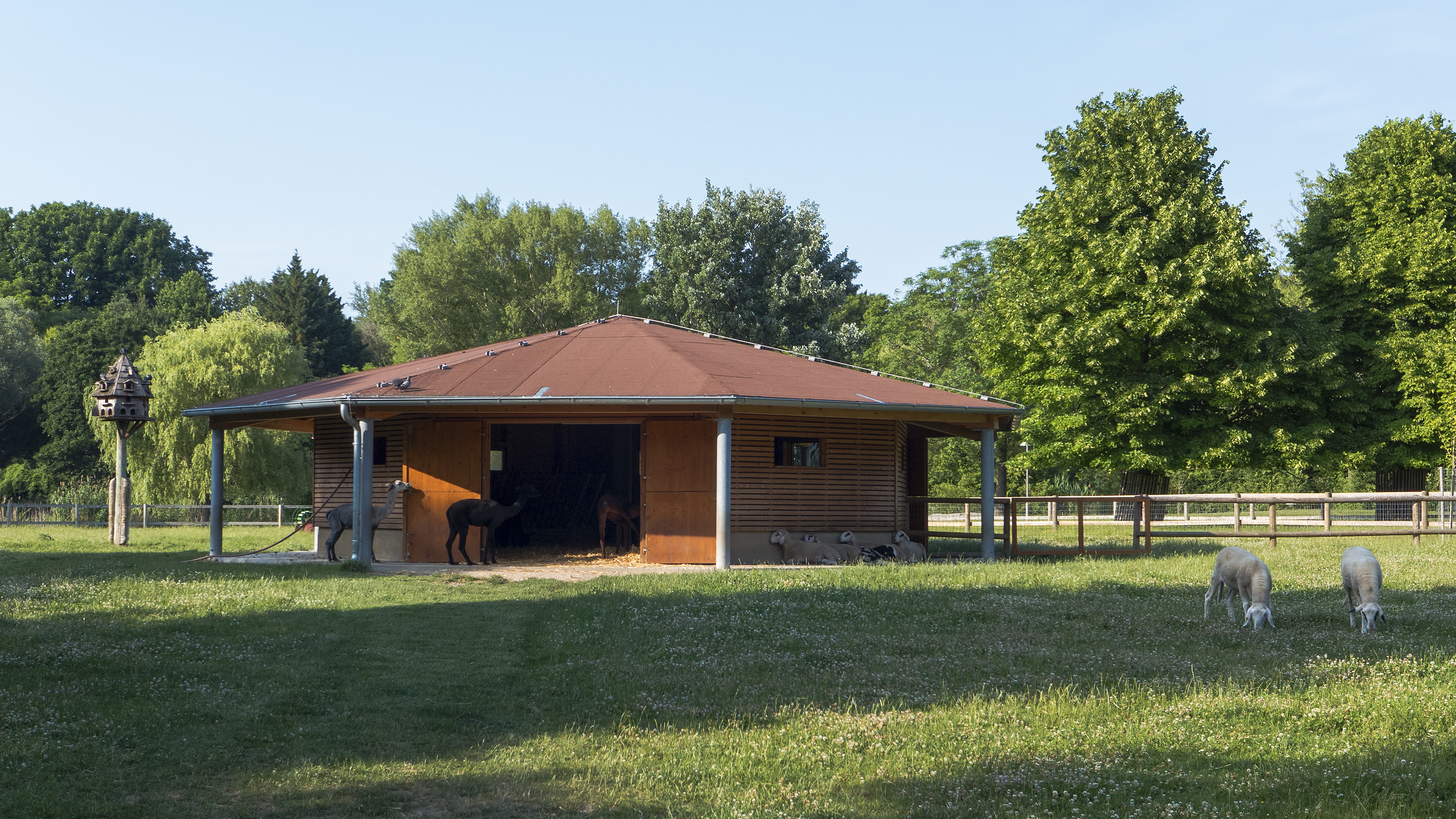
Zoo pour enfants
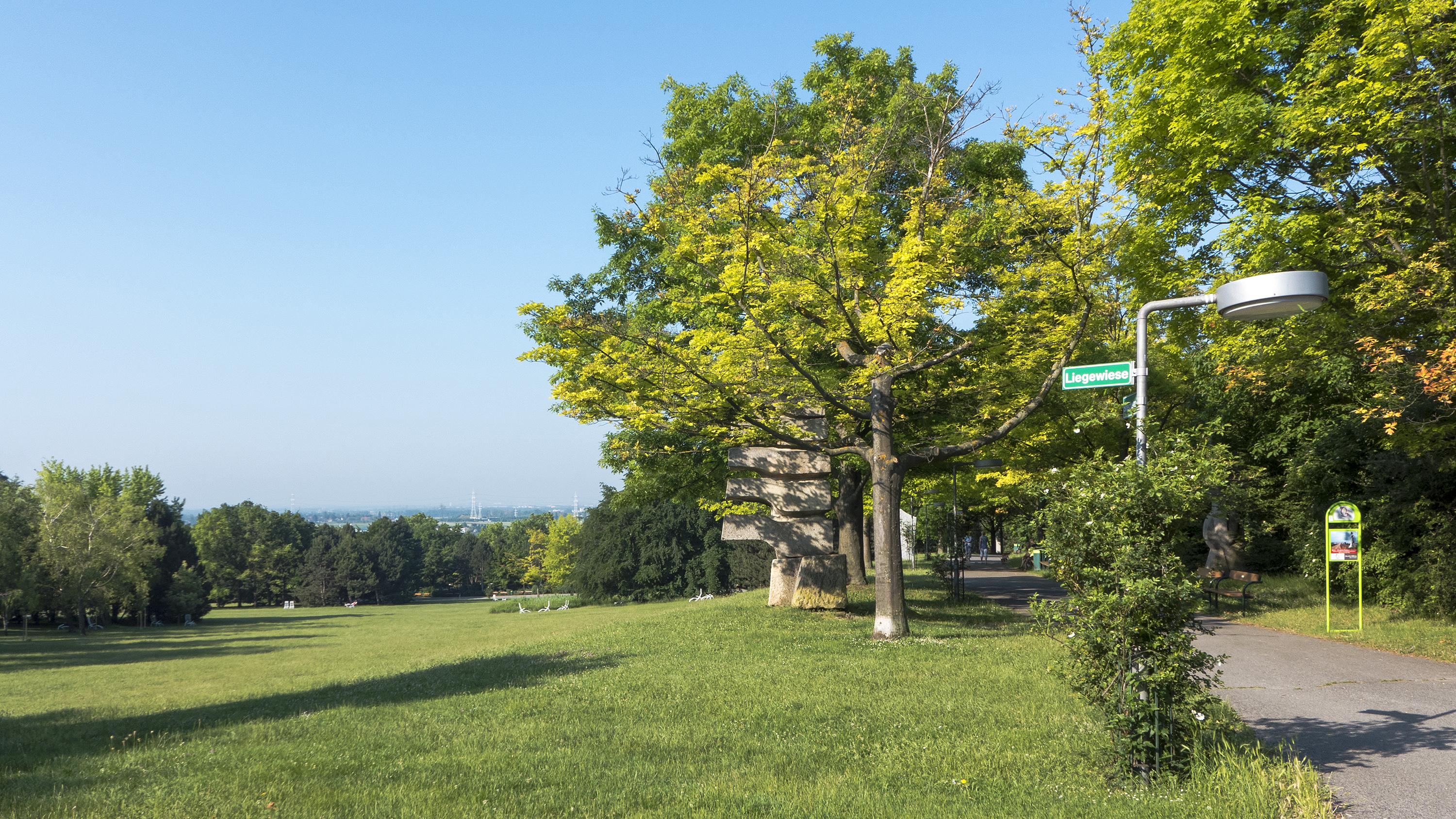
Bain de soleil
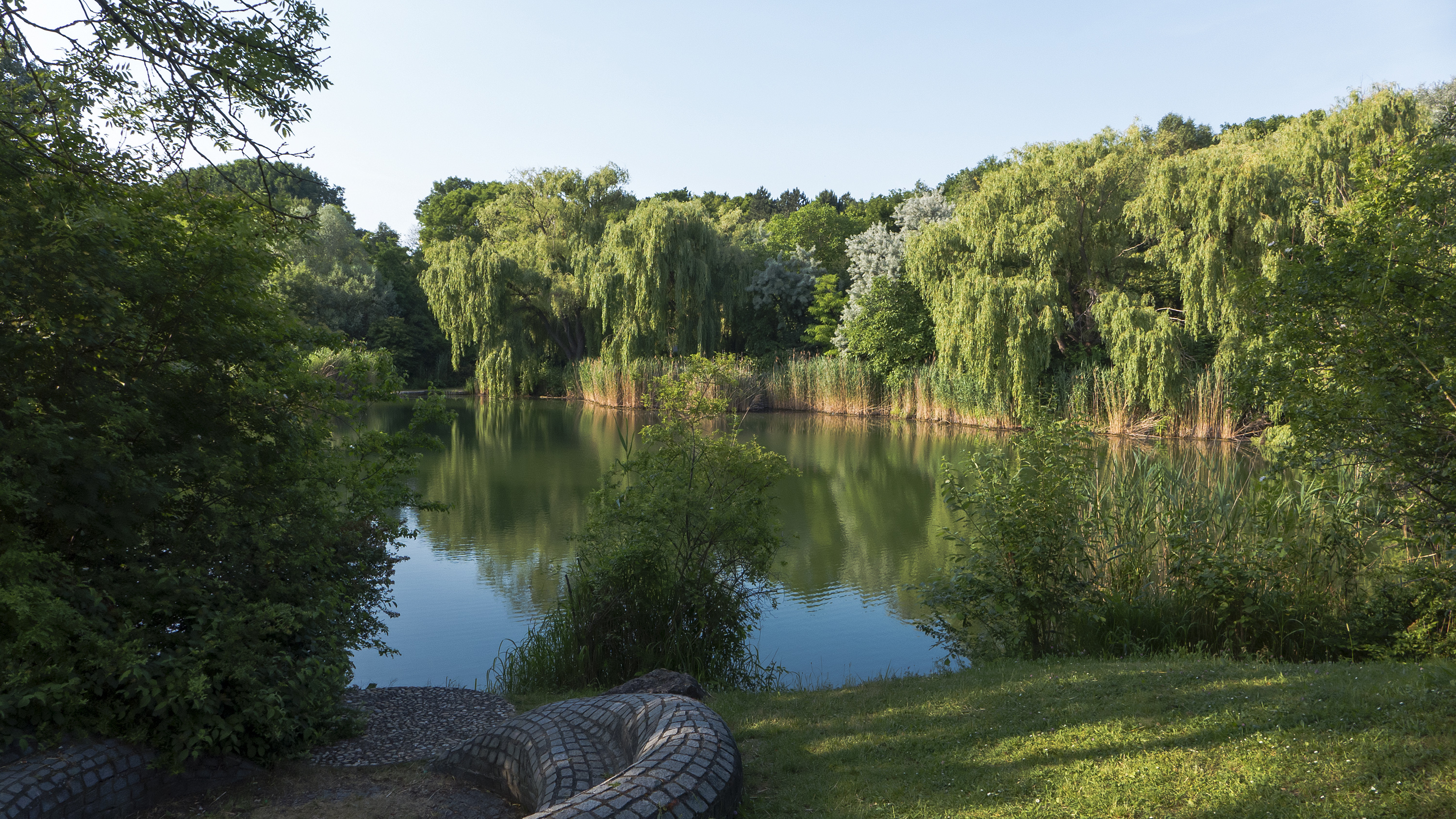
Étang aux oies
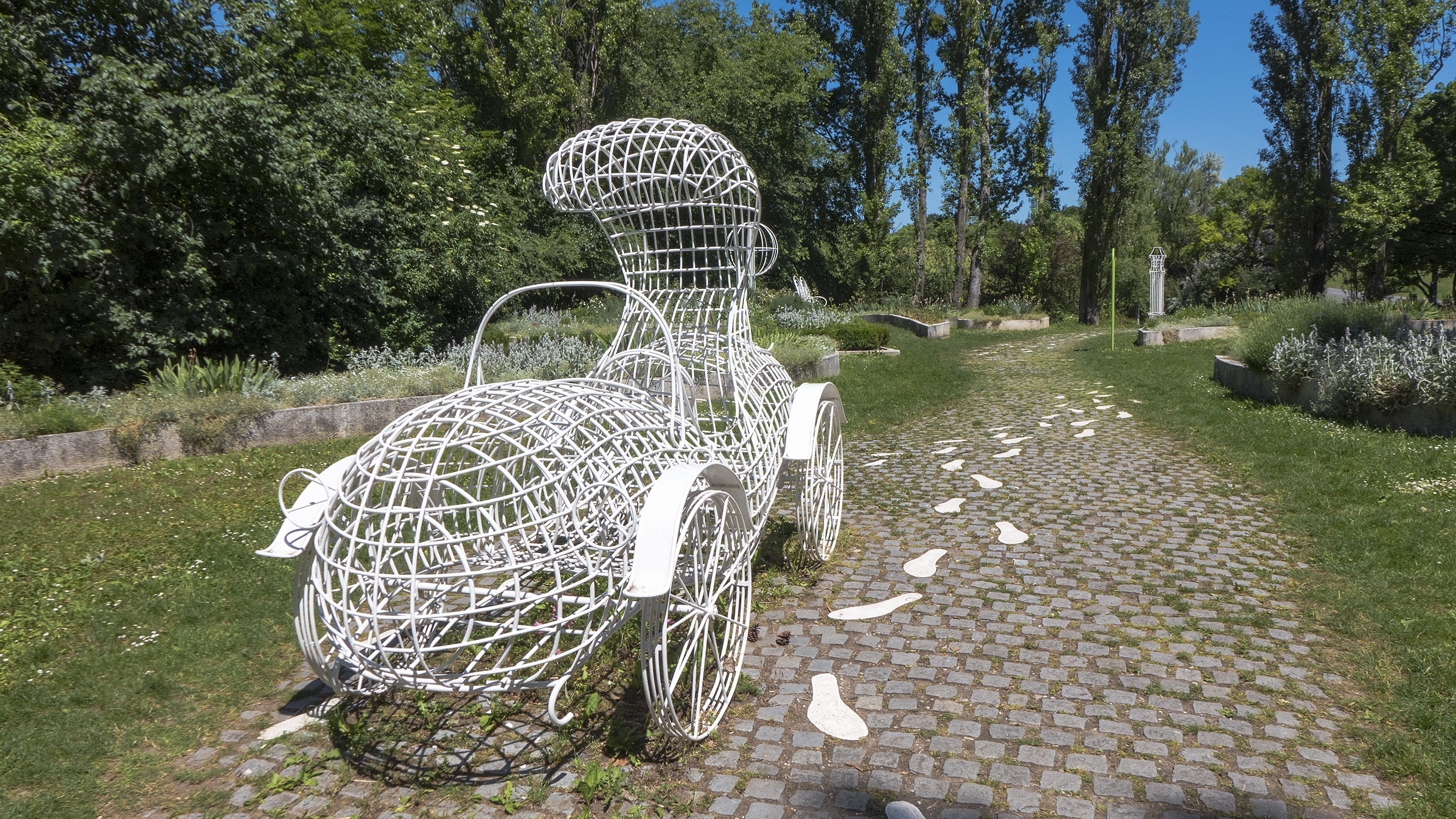
Jardin d'amour
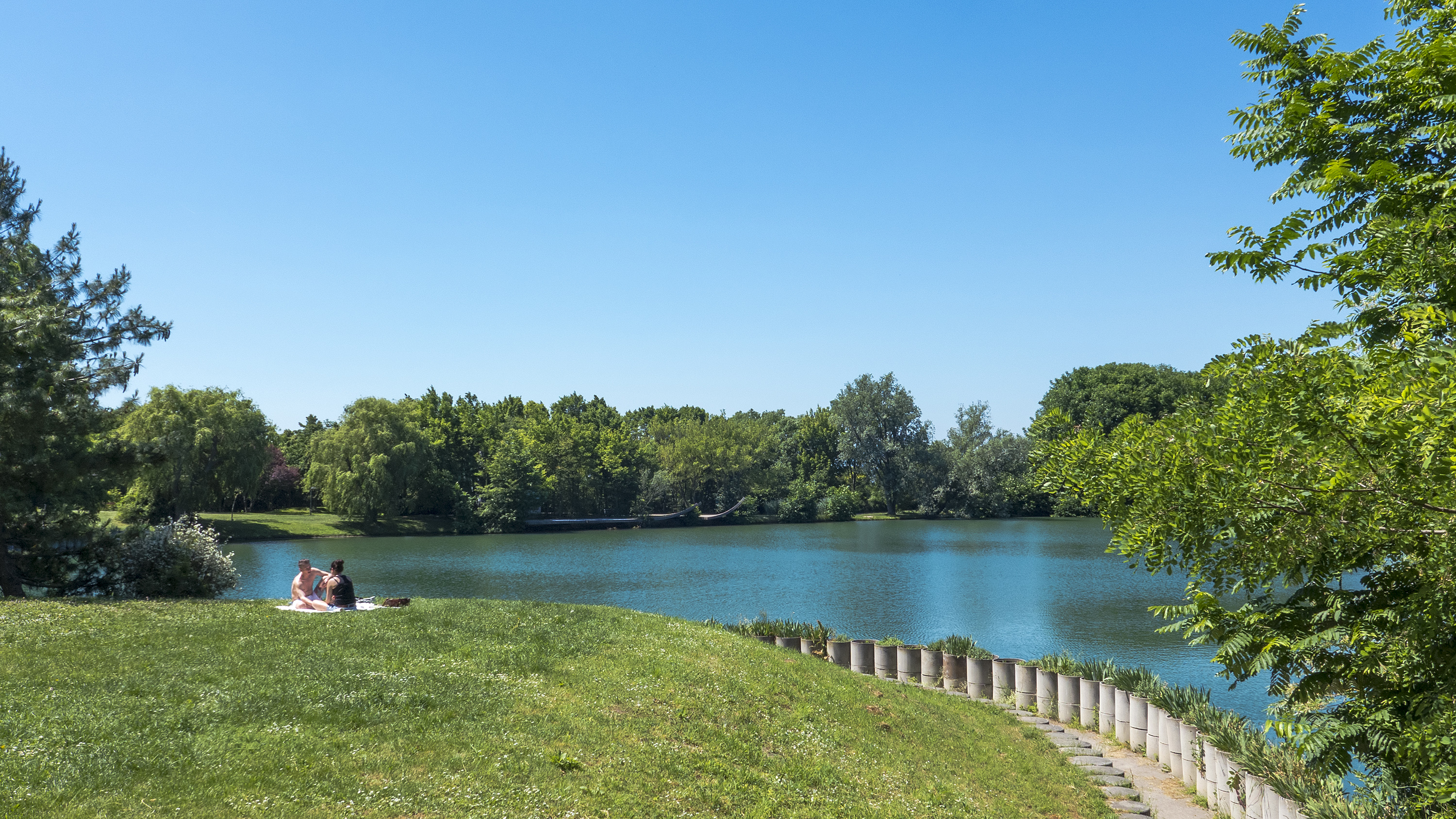
Le lac des cygnes
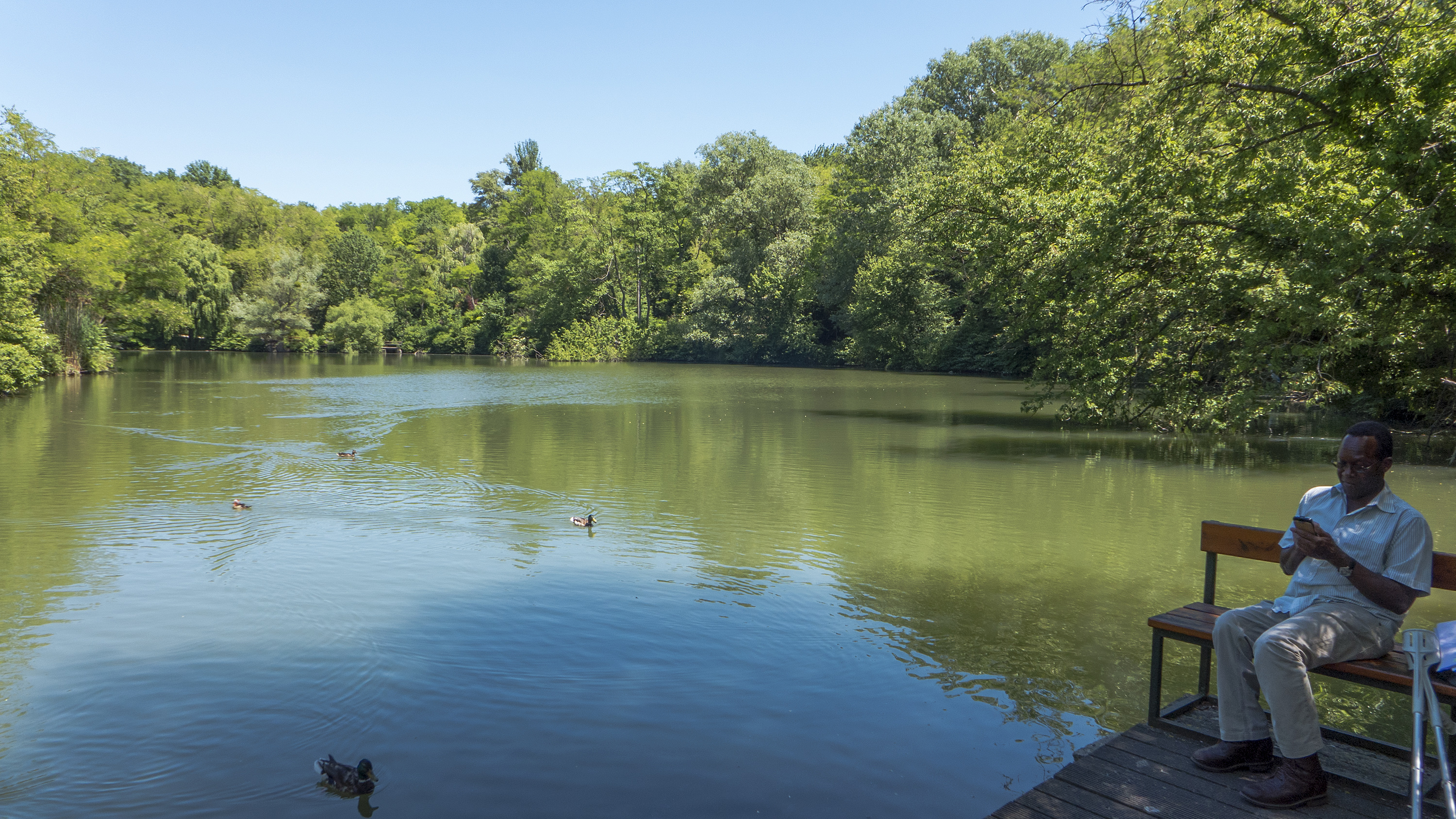
Étang de film
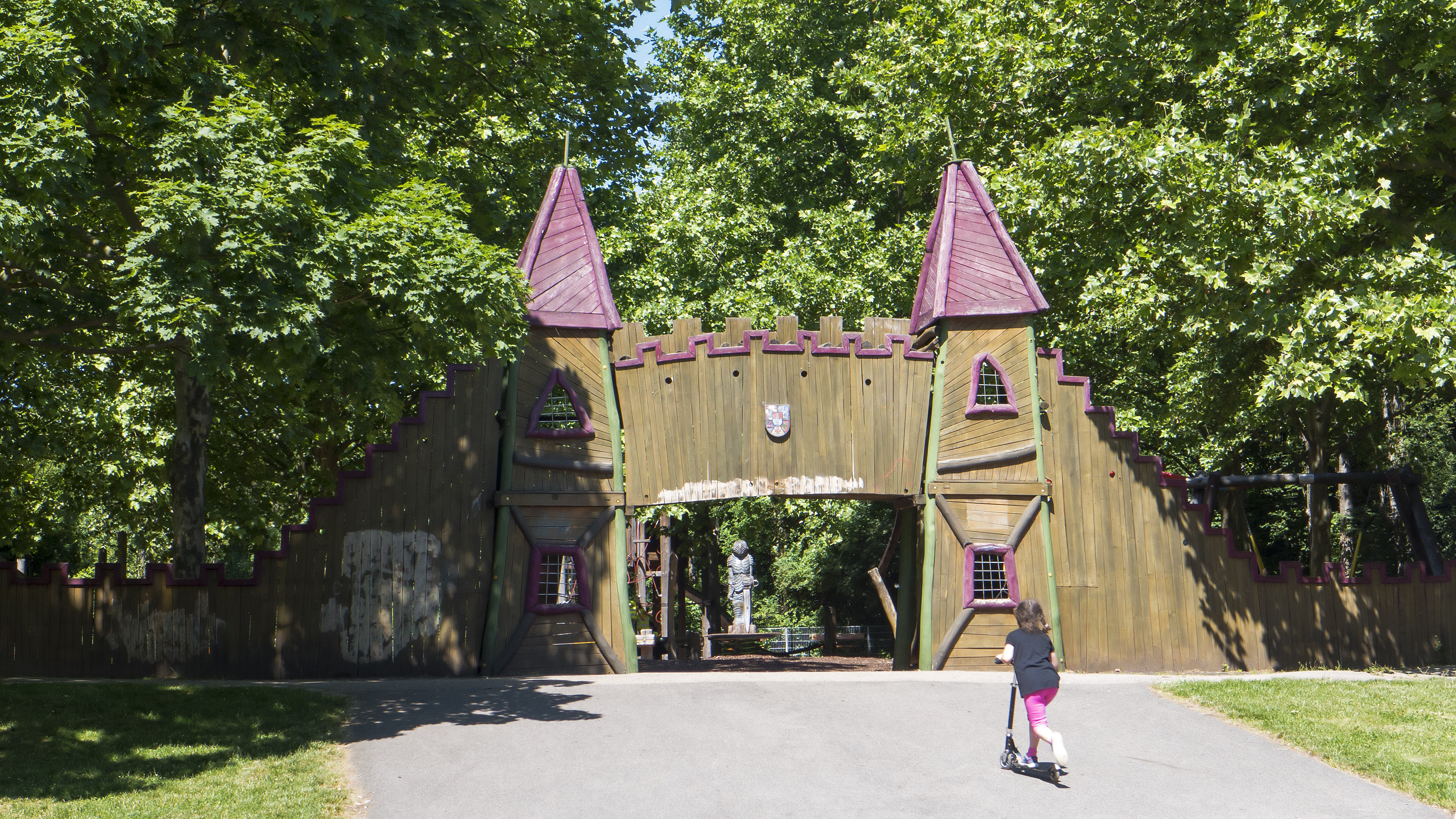
Aire de jeux
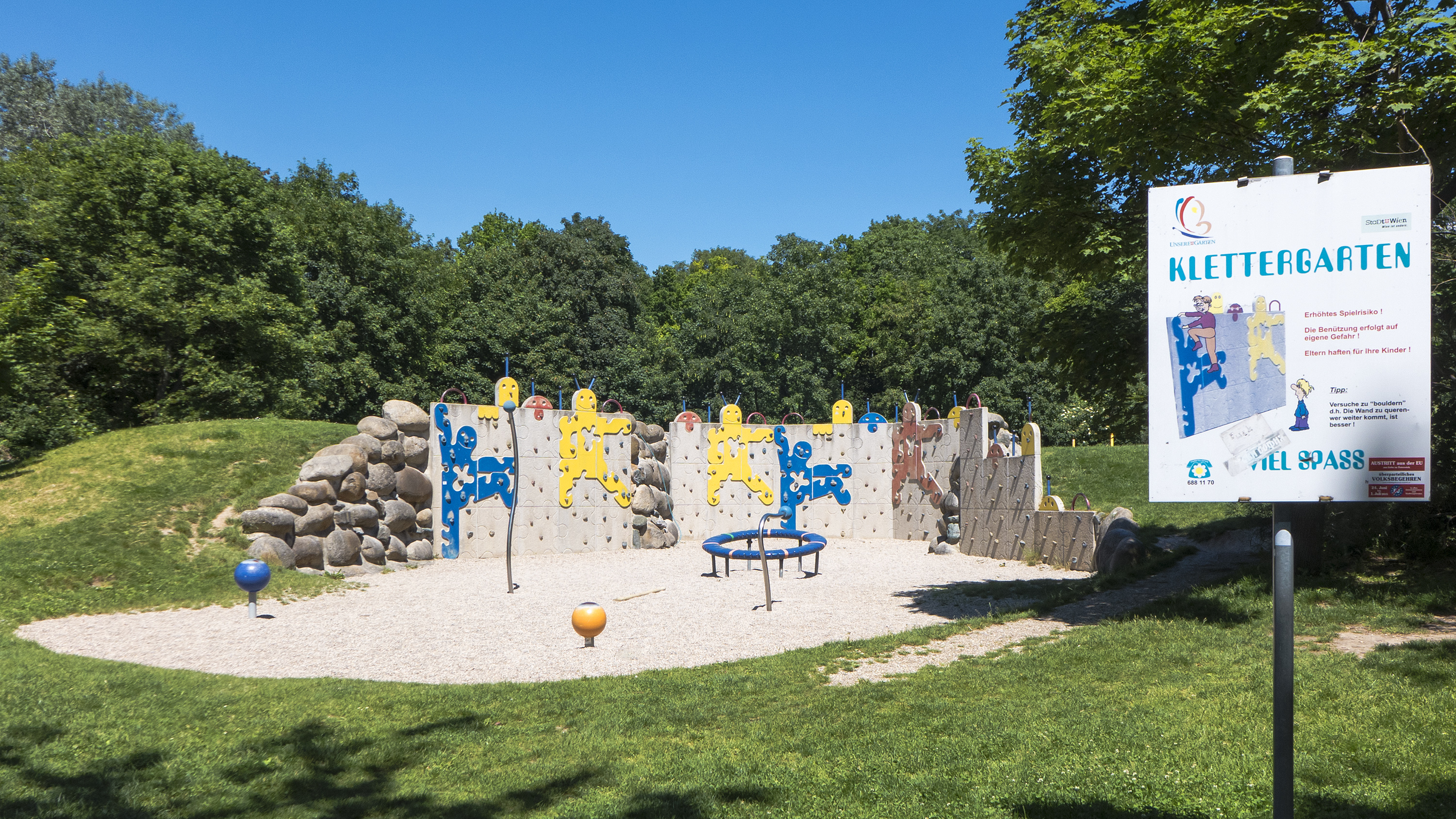
Jardin d'escalade
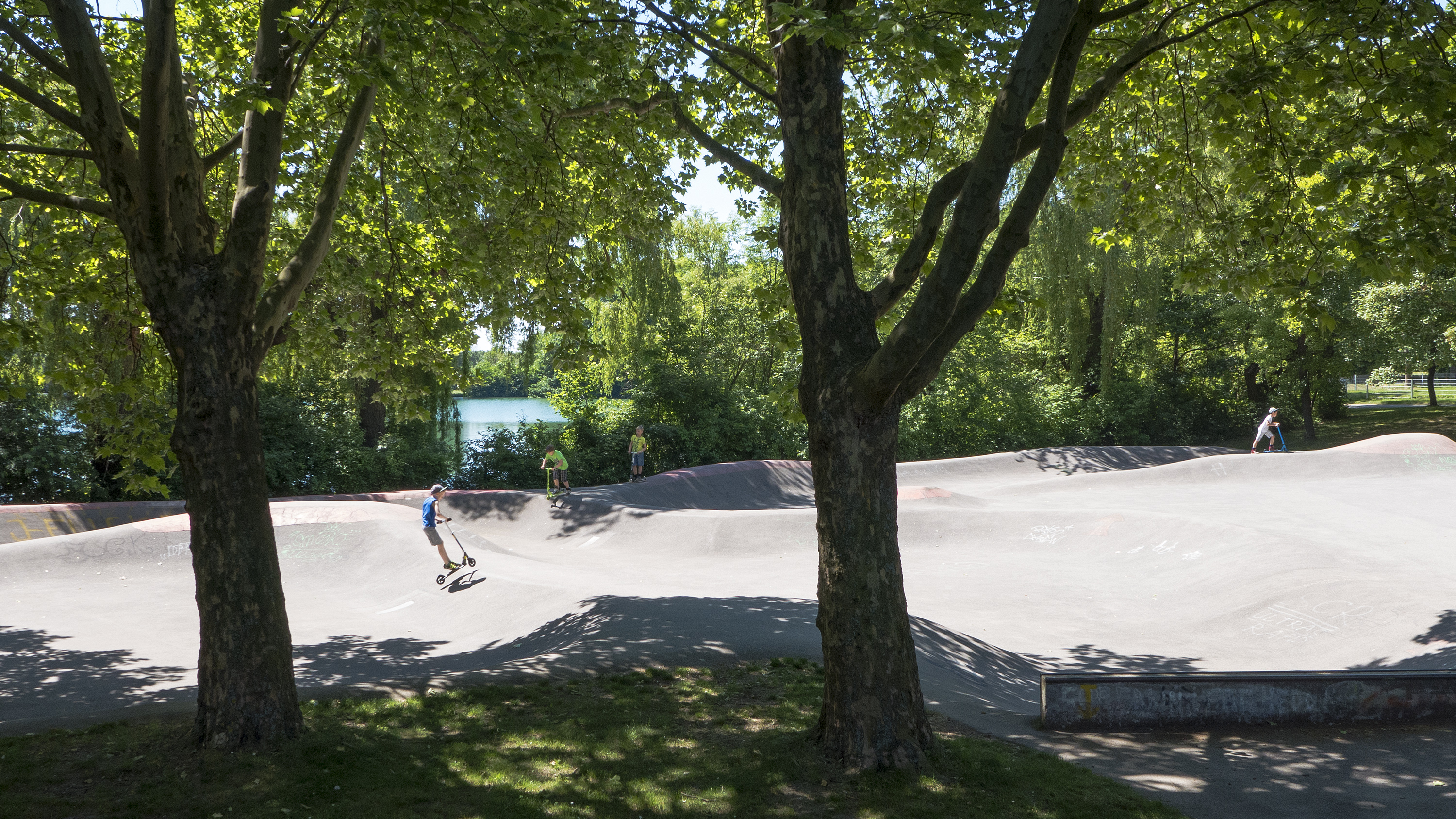
Skateland